# Alfa glucosidasa ácida

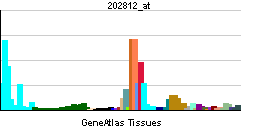
Patrón de expresión génica.

La alfa glucosidasa ácida, también conocida como α-1,4-glucosidasa, es una enzima codificada por el gen GAA esencial para el catabolismo de glucógeno a glucosa en los lisosomas. Este proceso de degradación evita la sobreacumulación de glucógeno en diferentes células del cuerpo. Además interviene en la hidrólisis del almidón junto a la enzima alpha-amilasa y beta-amilasa.

## Importancia clínica
Se han encontrado más de 200 mutaciones importantes del gen GAA, las cuales alteran el funcionamiento adecuado de la alfa glucosidasa ácida, reduciendo su actividad y generando una acumulación en exceso de glucógeno en los lisosomas. Esta acumulación conlleva a la enfermedad de Pompe, o enfermedad de almacenamiento de glucógeno II. 
La enfermedad de Pompe es una enfermedad autosómica recesiva con un margen grande de síntomas clínicos, dependiendo de la reducción enzimática causada por la mutación en el gen. Afecta mayoritariamente las células cardíacas, respiratorias y musculares, lo cual suele causar la muerte antes de los dos años.